# 압둘 라티프 라시드
압둘 라티프 라시드(Abdul Latif Rashid, 1944년 8월 10일 출생) 또는 라티프 라시드(쿠르드어: لوتيв ڕڕshiد, 로마자 표기: Letîf Reşîd)는 이라크의 영국 정치인이자 2022년 이라크의 대통령에 이어 이라크의 제9대 대통령이다. 이전에 누리 알말리키(Nouri al-Maliki) 정부 하에서 수자원부 장관을 역임했다. 그 전에는 이라크 과도정부와 이라크 임시정부에서 동일한 직책을 맡았다. 라시드는 이전에 영국 쿠르디스탄 애국 연합(PUK)의 대변인이었다.
2003년 9월부터 2010년 12월까지 수자원부 장관으로서 라시드는 관개, 도시 및 산업 용수 공급, 수력 발전, 홍수 통제, 습지 복원을 포함한 환경 요구 사항을 포함한 다양한 문제를 담당했다.